# ISO 3166-2:MC
ISO 3166-2:MC est l'entrée pour Monaco dans l'ISO 3166-2, qui fait partie du standard ISO 3166, publié par l'Organisation internationale de normalisation (ISO), et qui définit des codes pour les noms des principales administration territoriales (e.g. provinces ou États fédérés) pour tous les pays ayant un code ISO 3166-1.

## Quartiers (17)
Les quartiers ont été définis selon la Direction des Communications Électroniques et diffère des quartiers ordonnancés, dotés d'un règlement d'urbanisme.
Les noms des subdivisions sont listés selon l'usage de la norme ISO 3166-2, publiée par l'agence de maintenance de l'ISO 3166.
```
MC-FO
 
Fontvieille

MC-JE
 
Jardin Exotique

MC-CL
 
La Colle

MC-CO
 
La Condamine

MC-GA
 
La Gare

MC-SO
 
La Source

MC-LA
 
Larvotto

MC-MA
 
Malbousquet

MC-MO
 
Monaco-Ville

MC-MG
 
Les Moneghetti

MC-MC
 
Monte-Carlo

MC-MU
 
Moulins

MC-PH
 
Port Hercule

MC-SR
 
Saint-Roman

MC-SD
 
Sainte-Dévote
	

MC-SP
 
Spélugues
	

MC-VR
 
Vallon de la Rousse
```

Historique des changements
- 13 décembre 2011 : Ajout des subdivisions administratives